# Универсальный солдат
«Универсальный солдат» (англ. Universal Soldier) — американский научно-фантастический боевик 1992 года с Жан-Клодом Ван Даммом и Дольфом Лундгреном в главных ролях. Сюжет повествует об убитых во Вьетнаме солдатах армии США, которые в рамках секретных правительственных экспериментов были оживлены и  превращены в универсальных солдат — практически неуязвимых и бесстрашных машин для выполнения специальных операций. К двум из них — Люку Деверо и Эндрю Скотту — частично возвращается память, и они выходят из-под контроля.
В 1999 году в кинотеатральном прокате США и России состоялся выход продолжения — «Универсальный солдат 2: Возвращение». Помимо Ван Дамма, выступившего также в качестве одного из основных продюсеров, в нём снялись Майкл Джей Уайт (который во вступительной сцене первой ленты появился в эпизодической роли солдата армии США, одного из сослуживцев Деверо) и Билл Голдберг. В 2010 году в видеопрокат вышел фильм «Универсальный солдат 3: Возрождение», который игнорирует события ленты «Универсальный солдат 2: Возвращение» и является альтернативным продолжением первого фильма, возвращая на экраны Дольфа Лундгрена в роли Эндрю Скотта. В 2012 году с участием Ван Дамма и Лундгрена в видеопрокат также вышел самостоятельный фильм «Универсальный солдат 4».

## Сюжет
Вьетнам, 1969 год, разгар войны. Рядовой Армии США Люк Деверо обнаруживает, что сержант Эндрю Скотт сошёл с ума — тот убивает мирных жителей и своих же солдат, обвиняя всех в предательстве, а их уши собирает в коллекцию и носит в качестве ожерелья на шее. Люк пытается убедить сержанта идти с ним, но тот убивает пленного вьетнамца и приказывает Люку убить девушку. Люк безуспешно пытается спасти её, вступает в борьбу с сержантом, и они расстреливают друг друга. Прибывшее подкрепление обнаруживает тела убитых солдат, их увозят, обложив льдом, и записывают как пропавших без вести.
День 1. Пустыня Невада, наши дни. Террористы захватили Дамбу Гувера и требуют освобождения своих сообщников, грозя взорвать плотину и расстрелять всех заложников. На плотину прибывает команда универсальных солдат («унисолов»), в составе которой — бойцы GR-44 (Люк Деверо) и GR-13 (Эндрю Скотт). Команда эффектно и успешно уничтожает террористов и освобождает заложников, однако когда GR-44 видит среди них пару вьетнамцев, то сразу же вспоминает события войны и перестаёт отвечать на вызовы. Репортёры засыпают вопросами полковника Перри по поводу операции, но тот отказывается отвечать, ссылаясь на секретность. Универсальные солдаты на своей мобильной базе охлаждаются в морозильной камере и получают инъекцию для стирания памяти. В это время журналистка Вероника Робертс вместе со своим оператором проникает на базу, делает несколько фотоснимков и пытается бежать, но их останавливают GR-44 и GR-13. GR-13 убивает оператора, а GR-44, снова вспомнив Вьетнам, обезоруживает GR-13 и увозит с базы Веронику, одновременно пытаясь выполнять отдаваемые полковником команды, пока Вероника не срывает с него наушники, лишая какой-либо связи с базой. На базе переполох, и информация об оживлённых мертвецах вот-вот просочится в прессу. Через несколько часов в машине беглецов заканчивается бензин, после чего Люк выходит и толкает машину со скоростью больше 30 миль/час, что потрясает Веронику.
День 2. Аш-форк. Аризона. Вероника и Люк снимают номер в мотеле, и Вероника узнаёт из выпуска новостей, что объявлена в розыск по обвинению в убийстве, в действительности совершённом GR-13. Выясняется, что биология унисолов несовершенна: их физическая активность вызывает резкое повышение температуры тела, после чего их нужно принудительно охлаждать. Люк уже перегрет, поэтому его помещают в ванну со льдом, где его раны заживают на глазах у Вероники. Командование устраивает облаву на беглецов, но те прячутся под одеялами любовников в соседнем номере и уезжают на их машине. На автозаправке Люк просит Веронику найти датчик слежения на его теле и вспарывает себе икроножную мышцу, после чего Вероника вытаскивает датчик. Приехавшие унисолы штурмуют автозаправку по сигналу с датчика, но попадают в ловушку — автозаправка взрывается, а унисолы массово гибнут от перегрева. Спрятавшиеся Люк и Вероника уезжают на той же машине, а спрятавшийся в ней GR-13 хватает Люка, но тому удаётся избавиться от него. Позже полковник Перри, осознавая, что операция зашла в тупик, отдает солдатам приказ возвращаться на основную базу. Однако GR-13 осознает, что он — сержант армии США Эндрю Скотт. Скотт, считая всех военных предателями страны, убивает полковника и нескольких сотрудников программы, и объявляет себя командиром. Таким образом, Скотт теперь ведет личную вендетту с давним врагом.
День 3. Тайлер. Штат Юта. Оставшиеся в живых врачи пытаются стереть память Скотта, но тот устраняет одного врача и продолжает действовать, массово убивая полицию и мирных жителей. Единственный уцелевший врач, прекрасно понимая, на что способны вышедшие из-под контроля унисолы, жертвует собой, взрывая мобильную базу гранатой. Скотт тащит тела GR-74 и GR-55 в морозильную камеру в супермаркете. Он не смог оживить 55-го, но у него остался 74-й. Скотт произносит речь, говоря покупателям супермаркета о предателях, и расстреливает прибывших полицейских.
День 4. Люк вспоминает доктора Кристофера Грегора, создателя программы универсальных солдат. Они едут к нему в городок ветеранов, и доктор рассказывает обоим про саму программу, предполагавшую лишь реанимацию давно умерших. Выясняется, что Пентагон не был заинтересован лишь в «воскрешении ветеранов», а сама процедура преобразования мёртвой плоти в живую ткань осложнялась тем, что её побочным эффектом является быстрое нагревание. Также Грегор поясняет, что психопортрет «воскрешённых» формируется на основании их предсмертных мыслей: Люк мечтал о возвращении домой, что и сохранило ему рассудок, в то время как Скотту кажется, что он всё ещё на войне во Вьетнаме. Позже Люк сажает Веронику на автобус, но она не уезжает. Их обоих арестовывает и увозит полиция.
По дороге полицейскую машину атакует Скотт на мобильной базе (трейлере), Люк выстрелом из пистолета убивает водителя GR-74, трейлер со Скоттом падает в пропасть и взрывается.
День 5. Меро. Луизиана. Вероника привозит Люка к его родителям. Старики потрясены, увидев своего умершего сына, и Люк плачет, обнимая мать и отца. Вероника решает уехать, но её берёт в заложники выживший Скотт. Люк выходит на переговоры с сержантом, пытается с ним драться, но Скотт вколол себе стимулятор, резко увеличивающий его мускульную силу. Отбросив Люка, Скотт кидает гранату в сторону убегающей Вероники, и Люк, вспомнив Вьетнам, яростно набрасывается на психопата-изувера. Введя себе тот же стимулятор, Люк берет над противником верх, убивая его на месте. После этого он видит, что Вероника жива, и они обнимаются.

### Альтернативная концовка
На DVD-издании типа Special Edition представлен альтернативный финал. Действие начинается тогда, когда Скотт захватывает в заложники родителей Люка. Деверо берёт ружьё на кухне, затем открывается дверь и он видит свою мать, которую затем убивает Скотт. В бою между Деверо и Скоттом Люк не использует усилители мускулов Скотта для собственного усиления; после того, как Скотта заживо измельчают, Деверо падает после выстрела, произведённого его же отцом. Доктор Кристофер Грегор и его люди прибывают на место.
Грегор объясняет, что специально заманил в ловушку Скотта и Деверо, а двое людей лишь притворялись родителями Деверо. Грегор приказывает застрелить Деверо, однако тут же появляются полиция и журналисты с телеканала Вероники. Журналисты тушат огнетушителем Деверо, чтобы охладить его, а доктора Грегора арестовывают. Вероника должна комментировать в прямом эфире арест, однако уже не в состоянии контролировать себя и бросается к Люку, чтобы поддержать его.
Спустя несколько дней Люк воссоединяется со своими настоящими родителями. В конце фильма от лица Вероники сообщается, что Люк отказался от всех процедур по поддержанию жизни и предпочёл встретить смерть по-настоящему.

## В ролях
| Актёр                   | Роль                           |
| ----------------------- | ------------------------------ |
| Жан-Клод Ван Дамм       | Люк Деверо / GR44              |
| Дольф Лундгрен          | Эндрю Скотт / GR13             |
| Элли Уокер              | Вероника Робертс, репортер CNA |
| Эд О’Росс               | полковник Перри                |
| Джерри Орбах            | доктор Кристофер Грегор        |
| Леон Риппи              | Вудворт                        |
| Тико Уэллс              | Гарп                           |
| Ральф Мёллер            | GR74                           |
| Томми «Тайни» Листер    | GR55                           |
| Саймон Ри               | GR61                           |
| Эрик Норрис             | GR86                           |
| Лилиан Шовен            | миссис Деверо                  |
| Майкл Джей Уайт         | солдат                         |
| Камель Крифа            | Эйч Ти                         |
| Кристофер Ван Варенберг | юный Люк Деверо                |

## Видеоигры
По мотивам фильма была разработана одноимённая видеоигра в жанре shot-em-up для игровой приставки Sega Mega Drive и выпущенная в 1992 году. Игра продавалась в магазинах, но не была лицензирована самой Sega. Формально основой для создания послужил фильм, но по сути Universal Soldier представляет собой лишь слегка переработанную версию игры Turrican 2. Причём в титрах ни слова не упоминается о разработчиках оригинальной Turrican 2 за исключением создателя серии Манфренда Тренца. Основные изменения Universal Soldier заключались в том, что разработчики заменили три уровня (но при этом оставив музыку из вырезанных игровых этапов), добавили систему паролей и выбор сложности. Также слегка были перерисованы пару боссов, чтобы один из них походил на сержанта Эндрю Скотта, главного антагониста, которого сыграл Дольф Лундгрен. В остальном игровой процесс остался практически нетронутым. Также планировалась версия и для SNES, но она в итоге была отменена.

## Продолжения и другие фильмы

### Кинофильмы
- «Универсальный солдат 2: Возвращение» (1999) — оригинальное продолжение первого кинофильма, вышедшее в кинотеатральный прокат США и игнорирующее события телефильмов 1998 года.
- «Универсальный солдат 3: Возрождение» (2010) — фильм, вышедший в США прямо в видеопрокат и являющийся альтернативным продолжением первого кинофильма, игнорируя события второй киноленты и телефильмов.
- «Универсальный солдат 4» (2012) — самостоятельный фильм, вышедший в США прямо в видеопрокат и сюжетно напрямую не связанный с предыдущими кинофильмами и телефильмами.

### Телефильмы
В 1998 году вышли два телефильма — «Универсальный солдат 2: Братья по оружию» и «Универсальный солдат 3: Неоконченное дело» с другими актёрами в главных ролях: Мэтт Батталья в роли Люка Деверо и Джефф Уинкотт в роли Эрика Деверо, старшего брата Люка.